# 库克斯和比加罗克
库克斯和比加罗克（法語：Coux-et-Bigaroque，法語發音：[kuks e bigaʁɔk]），又称勒库克斯和比加罗克（Le Coux-et-Bigaroque），是法国多尔多涅省的一个旧市镇，属于萨拉拉卡内达区。其于1825年由原市镇勒库克斯（Le Coux）与比加罗克（Bigaroque）合并而成。

## 地理
库克斯和比加罗克（44°50'2"N, 0°58'24"E）面积19.33 平方千米，位于法国新阿基坦大区多爾多涅省，该省份为法国西南部内陆省份，是法國本土面积第三大的省，大致对应佩里戈尔地区，北起顺时针与夏朗德省、上维埃纳省、科雷兹省、洛特省、洛特-加龙省、吉倫特省和滨海夏朗德省接壤。
与库克斯和比加罗克接壤的市镇（或旧市镇、城区）包括：穆藏斯。
库克斯和比加罗克的时区为UTC+01:00、UTC+02:00（夏令时）。

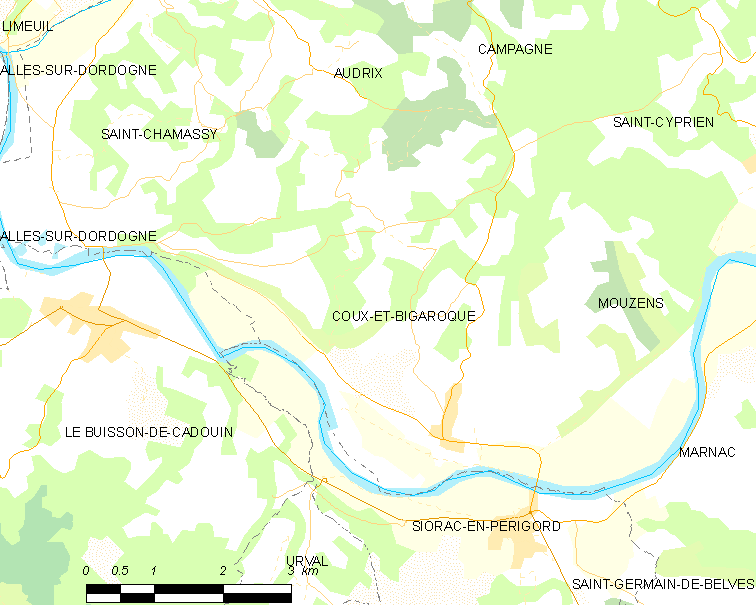
库克斯和比加罗克的OSM定位图

## 行政
库克斯和比加罗克的邮政编码为24220，INSEE市镇编码为24142。

## 政治
库克斯和比加罗克所属的省级选区为多尔多涅河谷县。

## 人口

1962-2008年间库克斯和比加罗克人口变化图示

库克斯和比加罗克于2017年1月1日时的人口数量为987人。